# Muraren
Muraren är en svensk dokumentärfilm från 2002 om den svenske skådespelaren Thommy Berggren. Filmen är regisserad av Stefan Jarl. Bland andra medverkar Peter Andersson, Thommy Berggren och Jörn Donner. Muraren har vunnit en Guldbagge för Bästa dokumentärfilm, år 2003, och utmärkelsen Nordic Film Prize på Göteborg Film Festival 2002.